# 陸萬垓
陸萬垓（1533年—1599年），字天溥，又字無畦，號仲鶴，浙江嘉興府平湖縣人，明朝政治人物。

## 生平
嘉靖四十年（1561年）辛酉科應天鄉試第三十三名舉人，隆慶二年（1568年）戊辰科進士。授福寧州知州，歷刑部員外郎、郎中。萬曆七年（1579年）任廣西梧州府知府，置東安、西寧二縣，十一年（1583年）升雲南按察司副使，十五年（1587年）升雲南布政使司右參政，十七年（1589年）升福建按察使，二十年（1592年）升河南右布政使，同年升山西左布政使，二十一年（1593年）升都察院右僉都御史、巡撫江西，二十六年（1598年）告病歸，二十七年（1599年）卒，贈右副都御史。

## 家族
曾祖陸輔；祖父陸際；父陸鼇，南康府同知。前母楊氏；母陳氏；繼母張氏。慈侍下。兄陸萬埈，王府主簿。子陸鍵。